# 웨슬리 조너선
웨슬리 조너선(Wesley Jonathan, 1978년 10월 18일 ~ )은 미국의 배우이다.

## 출연 작품

### 영화
- Panther (1995)
- Storm Watch (2002)
- Baadasssss! (2003)
- 유나이티드 스테이츠 오브 리랜드 (2003)
- 롤 바운스 (2005)
- 크로스오버 (2006, Crossover)
- 리멤버 더 데이즈 (2007, Remember the Daze)
- National Lampoon's Bag Boy (2008)
- B-Girl (2009)
- Speed-Dating (2010)
- Budz House (2011)
- Dysfunctional Friends (2012)
- 4Play (2014)
- 메이크 유어 무브 (2014)

### 텔레비전
- SOS 해상 구조대 (1991)
- 왓 아이 라이크 어바웃 유 (2002-06)
- NCIS (2008)